# Aurel Athanasescu
Aurel Athanasescu (n. 1886) a fost un actor român, distins cu titlul de Artist Emerit (1956).

## Biografie
S-a născut în anul 1886. În 1903, după ce a absolvit liceul, liceul părinții l-au înscris la Academia de muzică și artă dramatică a lui Theodor M. Stoenescu. „Să te ți de treabă,că de nu, te dau la cismărie sau la ceasornicărie”, i-a spus tatăl său. Deși tatăl său îl știa înscris doar la canto, Athanasescu a urmat și cursurile clasei de dramă sub îndrumarea lui Constantin Nottara. În august 1907, la sfârșitul anului III de Conservator, Alexandru Davila, director pe atunci al Teatrului Național, l-a remarcat în piesa de sfârșit de an și i-a propus să-l angajeze la Teatrul Național, cu 80 de lei pe lună. În toamna aceluiași an a debutat în piesa Curcanii a lui Grigore Ventura, jucând rolul căpitanului Coroiu. În 1919 a jucat timp de un an pe scena Teatrului Național din Cluj, unde a inaugurat stagiunea interpretând rolul titular din Ovidiu de Vasile Alecsandri.
Aurel Athanasescu a rămas în memoria contemporanilor și datorită rolurilor jucate în piesele scrise de I.L. Caragiale, rolul lui Chiriac din O noapte furtunoasă fiind probabil cel mai reprezentativ. Într-un interviu acordat ziarului Adevărul în anul 1937, cu ocazia inaugurării „Săptămânii festive Caragiale”, organizată de Teatrul Comoedia, actorul menționa
„M'am născut cu eroii lui Caragiale, am trăit cu ei, i-am furat și i-am adus pe scenă. Rolul lui Chiriac mi-a intrat în sânge și sunt fericit, oridecâteori am prilejul să îl joc. Cu atât mai mult cu cât, de data aceasta, ansamblul căruia îi aparțin este de proporții cu totul neobișnuite.”—Aurel Athanasescu
Aurel Athanasescu a făcut parte din distribuția primei producții cinematografice românești, filmul Independența României (1912), în rolul lui Peneș Curcanul, alături de alți actori precum: Constantin Nottara, Aristide Demetriade, Aristizza Romanescu, Agepsina Macri, Maria Ciucurescu, Sonia Cluceru, Maria Filotti, Elvira Popescu. Aurel Athanasescu a fost primul soț al actriței Elvira Popescu, cu care a avut o fiică, Tatiana Cornelia (care s-a născut în 16 martie 1914 și s-a căsătorit în august 1935, la Paris, cu contele Guillaume Lecointre).

## Filmografie
- Independența României (1912) – Peneș Curcanul
- Păcală și Tândală la București (1926)

## Distincții
Pentru meritele sale artistice, actorul Aurel Athanasescu a primit următoarele distincții:
- titlul de Artist Emerit al Republicii Populare Romîne (6 iulie 1956) „cu prilejul împlinirii a 10 ani de la înfințarea Teatrului Armatei, pentru merite deosebite în muncă”[6]